# Міськсад (Донецьк)

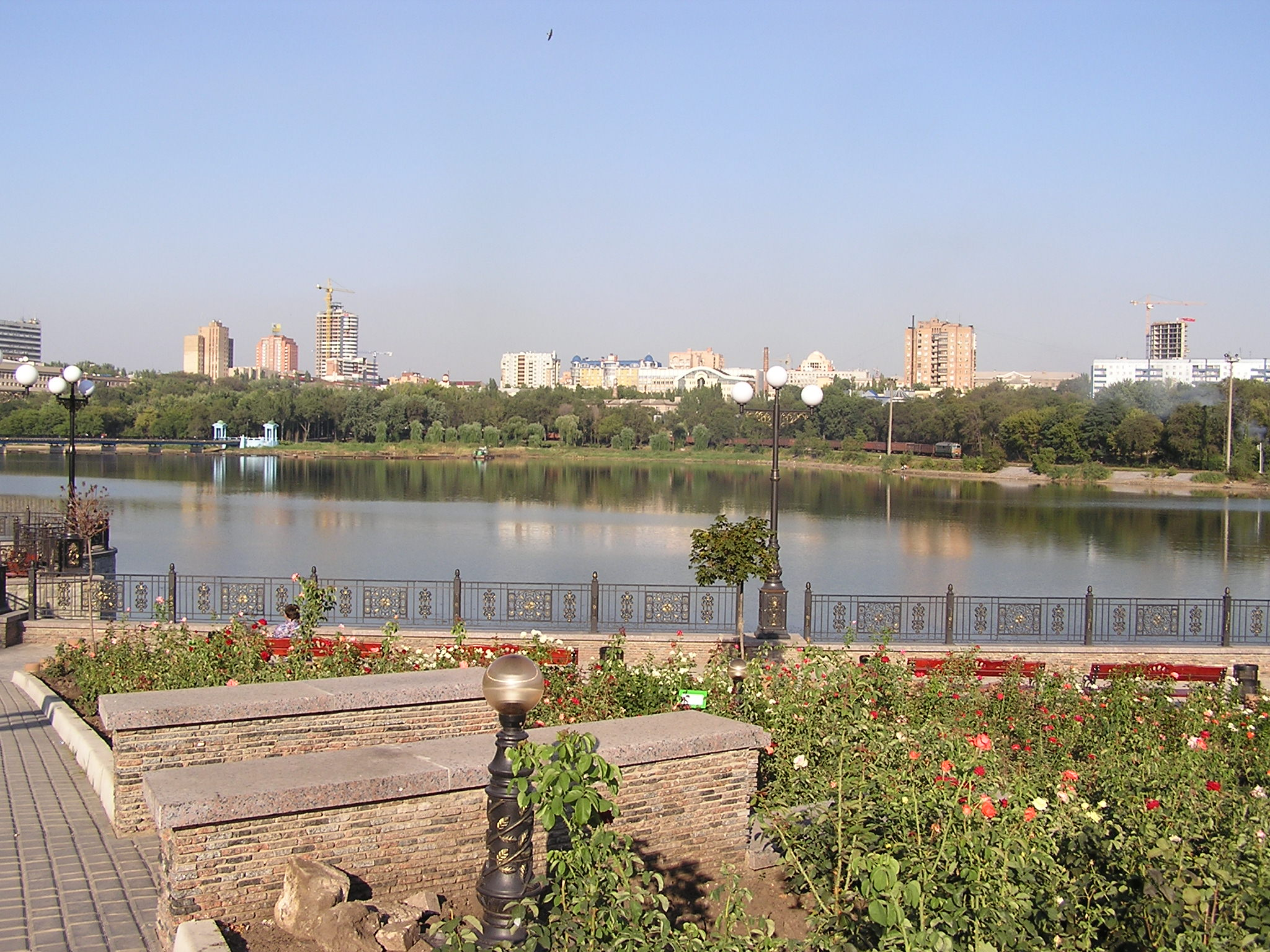
Панорама на Міськсад із парку Щербакова, уздовж берегової лінії видніють вагони вантажного потяга

Міськсад (рос. Горсад), або Донецький міський сад — найперший парк Донецька, виник як міський сад Юзівки біля Першого міського ставка. Розташований у Ворошиловському районі міста, його територію обмежують берегова лінія Першого міського ставка, вулиця Університетська (колишня Шоста лінія) і проспект Полеглих Комунарів.

## Історія саду

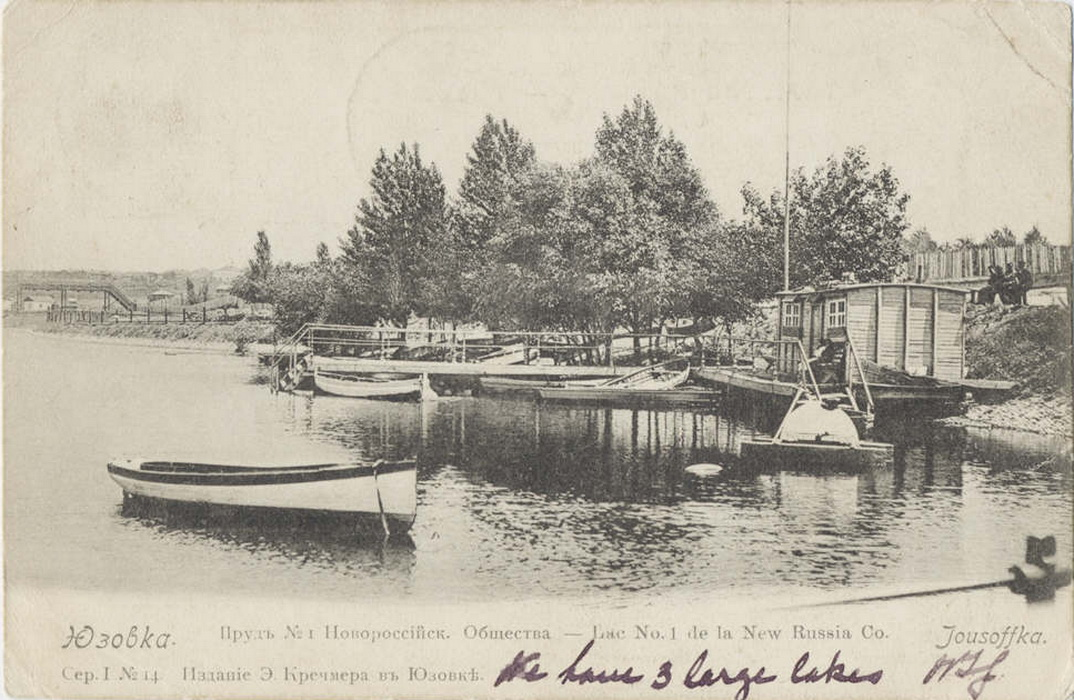
Листівка видавництва Е. Кречмера в Юзівці. Човнова станція біля Міськсаду. Початок XX століття

Перший і Другий міський ставки утворені перекриттям греблею річки Скоморошини (нині Бахмутка), коли Юзівському металургійному заводу забракло води водосховищ, облаштованих на річці Кальміус. Оскільки Перший міський ставок розташовувався найближче до центру Юзівки, вирішено закласти міський сад саме поблизу нього.
Зрештою територія парку, що отримав стандартну для своєї епохи назву — Міський сад, обіймала площу між П'ятою лінією (нині вулиця Першотравнева), Малим проспектом (нині проспект Полеглих Комунарів) і береговою лінією Першого міського ставка. Парк відмежували кам'яним парканом, також ще в 19 столітті уздовж берега ставка прокладена під'їзна до заводу залізнична колія.
Центральну частину парку формувала кругова алея із фонтаном. Вода до нього подавалася водокачкою із Першого міського ставка. Також сад мав літній павільйон із рестораном, в 1920-ті роки в павільйоні також діяло казино і грали в лото. Поруч із павільйоном розташовувалася раковина естради. Оскільки катання на човнах було популярним в Юзівці, на березі ставка організували човнову станцію. Однак Міський сад слугував не тільки місцем розваг, але й зустрічей юзівських революціонерів.
1932 року знесли кам'яний паркан довкола Міського саду. Замість нього встановили декоративні чавунні решітки. Її візерунок скопіювали з паркану Літнього саду в теперішньому Санкт-Петербурзі, для чого до Ленінграда спеціально відряджали групу майстрів. Однак з часом керівники міста видали наказ прибрати чавунні решітки і замінити їх кам'яним парапетом.
Міськсад довго зберігав свою унікальну привабливість для мешканців Юзівки, а пізніше Сталіно, навіть після відкриття 1932 року парку Щербакова. Тут влаштовували щорічні виставки квітів.
Нині парк втратив своє значення. Назва Міськсад (рос. Горсад) зберігається тільки серед донеччан літнього віку як зупинка трамваю № 3.